# Acrapex santonis
Acrapex santonis är en fjärilsart som beskrevs av Holloway 1979. Acrapex santonis ingår i släktet Acrapex och familjen nattflyn. Inga underarter finns listade i Catalogue of Life.